# Schlacht bei Altenkirchen
1792

Porrentruy – Marquain – Quiévrain – Verdun – Thionville – Valmy – Lille – Mainz (1792) – Jemappes
1793

Aldenhoven I – Namur – Neerwinden – Mainz (1793) – Famars – Valenciennes (1793) – Arlon (1793) – Hondschoote – Meribel – Avesnes-le-Sec – Pirmasens – Toulon – Fontenay-le-Comte – Cholet – Lucon – Trouillas – Dünkirchen – Le Quesnoy – Menin I – Wattignies – Weißenburg I – Biesingen – Kaiserslautern I – Weißenburg II
1794

Boulou – Landrecis – Menin II – Mouscron – Martinique – Guadeloupe – Tourcoing – Tournai – Kaiserslautern II – San-Lorenzo de la Muga – 13. Prairial – Fleurus – Kaiserslautern III – Vosges – Aldenhoven II
1795

Cornwallis’ Rückzug – Genua – Groix – Hyeres – Handschuhsheim – Mainz (1795) – Mannheim – Loano
1796

Montenotte – Millesimo – Dego – Mondovì – Lodi – Borghetto – Castiglione – Mantua – Siegburg – Altenkirchen – Wetzlar – Kircheib – Kehl – Kalteiche – Friedberg  – Malsch – Neresheim – Sulzbach – Deining – Amberg – Würzburg – Neufundland – Rovereto – Bassano – Limburg – Biberach I – Emmendingen – Schliengen – Caldiero – Arcole – Irland
1797

Fall von Kehl – Rivoli (1797) – St. Vincent – Diersheim – Santa Cruz – Neuwied – Camperduin
Die Schlacht bei Altenkirchen (Westerwald) (4. Juni 1796) war ein früher Erfolg während der französischen Invasion Deutschlands im Sommer 1796, im Laufe des ersten Koalitionskrieges. General Kléber zwang die Österreicher zur Aufgabe ihrer Positionen rund um Altenkirchen und zum Rückzug an die Lahn. 
Es gibt eine weitere Schlacht im gleichen Jahr (19. September), die ebenfalls als Schlacht von Altenkirchen bezeichnet wird. Darin bezwang Erzherzog Karl die französische Armee von Sambre et Meuse unter General Jourdain und zwang sie zum Rückzug über den Rhein.

## Vorgeschichte
Der Plan der Franzosen führte General Jourdan und seine Sambre-Maas-Armee bei Düsseldorf über den Rhein. Dies sollte Erzherzog Karl von Österreich zwingen, seine linksrheinische Positionen westlich von Mainz zu verlassen und sich Jourdan zu stellen, um so General Moreau zu ermöglichen, die Rhein-Mosel-Armee bei Kehl über den Rhein zu bringen und anschließend in Richtung Donau vorzustoßen.
Der österreichische rechte Flügel, unter dem Prinzen von Württemberg, wurde am östlichen Ufer des Rheins zwischen Neuwied (am Rhein) und dem ca. 35 km weiter nördlich gelegenen Altenkirchen gespannt, mit einer Linie von Vorposten entlang der Sieg, welche gegenüber Bonn in den Rhein mündet.
Bereits am 30. Mai 1796 hatte General Kléber den Rhein überschritten und marschierte weiter nach Süden. Am 1. Juni eroberte er die Brücke in Siegburg und zwang die Österreicher zum Rückzug zehn Meilen südöstlich bis Uckerath, wo der Prinz von Württemberg eine Division versammelt hatte. Kléber machte sich zum Angriff auf Uckerath bereit, aber die Österreicher zogen sich erneut zurück, dieses Mal in eine stark befestigte Stellung bei Altenkirchen. Kléber bezog am 3. Juni vor der österreichischen Position Stellung und beschloss den Angriff für den nächsten Tag.
Am heute zu Buchholz gehörenden Bergsporn Jungeroth wurde ein Feldlager errichtet. Diese Stelle war durch mehrere Faktoren besonders geeignet. Durch Hänge an drei Seiten sowie den Hanfbach und den Scheußbach war sie natürlich abgesichert. Außerdem lagen die als Spähposten geeigneten Steiner Berg, Priesterberg und Heppenberg sowie die Hohe Straße von Köln nach Frankfurt in der Nähe. Das Lager war mit Schutzwällen und -gräben umfangreich befestigt.

## Schlachtverlauf
Die österreichische Linie erstreckte sich östlich von Altenkirchen bis nach Kroppach und war im Verhältnis zu den verfügbaren Kräften zu breit aufgestellt. Der französische Befehlshaber General Kléber beschloss, in drei Kolonnen anzugreifen. Auf der linken Seite stieß General Soult von Hilgenroth (nördlich von Altenkirchen) in Richtung Kroppach vor. General Lefebvre übernahm das Kommando über die zentrale Kolonne, welche Altenkirchen direkt angriff. Die rechte Kolonne ging gegen Almersbach, drei Kilometer südwestlich von Altenkirchen, vor. General Colaud, er hatte das Kommando über eine zentrale Reserve, und General Ney, mit einer starken Abteilung leichter Truppen, überflügelten südwestlich die österreichische linke Flanke, um diese zu umgehen und so den gegnerischen Nachschub und seine Kommunikation abzuschneiden.
Der französische Angriff war ein voller Erfolg. Soults Truppen fesselten die österreichischen Reserven. Der französische rechte Flügel nahm Schöneberg und Almersbach ein und zwang ein Regiment österreichischer Grenadiere zur Aufgabe. Lefebvre und Colaud waren, unterstützt von schwerem Artilleriebeschuss, bis zum Fuße der Höhen (dort standen von den österreichischen Truppen zehn Geschütze, meistens Zwölfpfünder) von Altenkirchen vorgestoßen. Mit seiner umfassten linken Flanke wurde der Prinz von Württemberg gezwungen, Altenkirchen aufzugeben. Über Nacht zogen sich die Österreicher zwölf Meilen südöstlich bis Freilingen zurück, während am Ende des Tages die Truppen Lefebvres Hachenburg erreicht hatten. Sie standen nun östlich von Altenkirchen. Die Franzosen nahmen 1500 Gefangene und eroberten zwölf Kanonen und vier Fahnen während der Schlacht.

## Ergebnis
Nachdem die Österreicher den ersten Augenblick zum Angriff des Feindes versäumt hatten (den Übergang über die Sieg), führten alle weiteren Gefechte nur zu unnötigem Menschenverlust. Umsonst focht ihre Arrieregarde gegen den überlegenen Feind während des gesamten Rückzuges, umsonst nahmen sie bei Altenkirchen ein Gefecht an, nachdem sie durch die Aufstellung eines Sperrgürtels bis Neuwied und durch die Entfernung eines Teils der Vortruppen auf dem rechten Flügel so beträchtlich geschwächt waren. Die Position bei Altenkirchen war an sich selbst schlecht, denn nicht jede Anhöhe ist eine Stellung, nicht jede Schlucht eine Stütze für einen Flügel. Die Truppen standen auf einem Gebirgsfuß zwischen zwei gangbaren Schluchten, deren Besetzung man leichter Infanterie und einzelnen Kompanien anvertraute.

## Folgeereignisse
Erzherzog Karl von Österreich reagierte auf die französischen Siege bei Siegburg und Altenkirchen wie von den Franzosen erhofft. Er bewegte seine Hauptstreitmacht zurück über den Rhein und anschließend nach Norden, um Jourdan zu stellen. Feldmarschall Dagobert Sigmund Graf von Wurmser, der nun das Kommando über die österreichische Linke hatte, wurde befohlen Mainz zu schützen. Dies gab Moreau eine Chance, den Rhein zu überschreiten. Zwei Wochen später, bei Wetzlar, manövrierte Erzherzog Karl den General Jourdan aus und zwang ihn zum Rückzug über den Rhein.